# Пан Коцький
«Пан Коцький» — дитяча опера українського композитора Миколи Лисенка на лібрето Дніпрової Чайки.

## Походження, характеристики та історія опери
Микола Лисенко вважається засновником української сучасної музики і, серед іншого, першим автором українських опер для дітей. Дитячі опери Лисенка призначені не лише для дітей, а написані безпосередньо для дитячих акторів. Лібрето для них написала поет Людмила Олексіївна Василевська-Березіна (1861—1927), створюючи під псевдонімом Дніпрова Чайка. Першою з трьох його опер була «Коза-Дереза» (1888) за мотивами української казки, дійовими особами в якій також виступають тварини, а друга, пан Коцький, створена в 1891 р.
Як і у випадку з двома іншими дитячими операми Лисенка, прем'єра «Пана Коцького» відбулася в квартирі Лисенка (Рейтарська, 12, Київ) в колі їхніх родин та друзів у 1891 році. Окрім самого композитора, музичну постановку та супровід фортепіано проводила його дружина Ольга Антонівна Липська, участь брали діти Лисенка (у тому числі наймолодша чотирирічна Мар'яна), а також діти з родин Старицьких, Ліндфорсів та інших. Режисером, хореографом та костюмером стала знайома з сім'єю Лисенків молода поетеса Леся Українка.
Опера «Пан Коцький» має короткий інструментальний вступ, чотири дії, її виконання триває загалом трохи більше півгодини. Як і в опері «Коза-Дереза», низка мелодій спирається на відомі народні пісні, підкріплені поетичними текстами. Ця опера є трохи складніша для співу за Козу-Дерезу — молоді актори, для яких вона була призначена, тим часом виросли та набули досвіду — і навіть зараз вона призначена для дітей старшого шкільного віку. Композитор назвав її «оперою» або «комічною оперою», але її також можна було вважати сатиричною в стилі ревізора Гоголя . Персонажі алегорично віддзеркалюють різні соціальні типи людей, а також соціальні умови: пан Коцький — ледачий, роздутий та хвалькуватий представник вищого класу, Фокс — хитрий підлещувач та опортуніст, інші тварини некритично довірливі, боягузливі та покірні. Це одна з причин, чому пан Коцький зазнав царської цензури, і після видання журналу в 1891 р. петербурзький нагляд за пресою відхилив у 1895 р. і знову в 1903 р. заяву композитора про видання клавіру опери. Перевидання пана Коцького здійснено було у київському видавництві «Мистецтво» лише до 1945 р.
Відсутність доступного видання, природно, завадило виконанням твору за життя композитора і тривалий час після його смерті. Перша постановка була підготовлена в 1950 році музичною школою у Дніпропетровську. У 1950-х роках праця Лисенка була опублікована із низкою музичних та текстових змін; дитячі опери були опубліковані в 1954 р. у дев'ятому з двадцяти томів під музичною редакцією Михайла Вериківського та літературною Максима Рильського. Тоді ж дитячі опери Лисенка були оркестровані (авторська версія написана лише під супровід фортепіано). Так, 8 травня 1955 року в Харківському оперному театрі відбулася професійна прем'єра нової версії опери в літературній редакції М. Рильського та в оркеструванні Василя Павловича Нахабіна. Диригував Анатолій Васильович Калабухин. Ця постановка з професійними співаками була записана московською компанією «Мелодія» і випущена на грамплатівці. Через рік оперу професійно виконували в Київському державному театрі опери та балету. Сучасні критики високо оцінили музичне виконання, але звинуватили авторів слів у тому, що опера закінчилася загальною розгубленістю, і моральний посил не підкреслюється покаранням негативних героїв.
Починаючи з 1950-х років і дотепер, «Пан Коцький» досить часто ставиться в музичних школах України, хоча і менше, ніж нижчий і менш вимоглива Коза-Дереза . Серед значних останніх постановок — постановка 2011 року, яку в Музеї Миколи Лисенки виконали учні Київської середньої спеціалізованої музичної школи М. В. Лисенка.
Вже в 30-х, а потім у 50-х роках Київське радіо здійснило записи «Пана Коцького» за участю професійних співаків.

## Дійові особи
- Пан Коцький
- Лисиця
- Заєць
- Ведмідь
- Вовк
- Кабан
- Різні тварини (куниця, їжак, собака, тхір та інші)

## Сюжет опери

### Акт 1
Лисиця сидить поруч зі своїм будинком і скаржиться, що у неї немає підходящого залицяльника. З'являється кіт — пан Коцький. Економка вигнала його з дому, бо він був лінивий і не хотів ловити мишей, а кіт злиться. Однак коли перелякана Лисичка заспокоює його, пан Коцький перетворюється на героя і хвалиться, який страшний він звір і якої шкоди він завдав господарям. Це також чує заєць, що проходив повз, і злякано тікає. Лисиця дослухається кота, вражає його своїми чарами і запрошує його в гості.

### Акт 2
У будинку Ведмедя господиня та його друзі Вовк та Кабан п'ють коньяк. Вовк запиває горе через нерозділене кохання до Лисички, а друзі його втішають. Підбігає заєць і схвильовано повідомляє про те, що почув щойно. Його розповідь про грізно великого володаря вражає тварин, вони вже починають боятися і думати про те, як забезпечити милість пана Коцького. Вони вирішують влаштувати для нього вечірку. Вони сперечаються, хто що принесе і особливо хто повинен піти, щоб запросити господаря на обід; кожна тварина знаходить собі виправдання, нарешті запрошувати пана Коцькому випадає Зайцю.

### Дія 3
Лисиця радісно співає у своєму будинку: вона загнала пана Коцького до свого ліжка, де втомлений герой зараз бурчить. Зайчик несміливо входить і запрошує її та пана Коцького на обід від імені тварин. Лисиця обіцяє поговорити з паном Коцьким. Коли кіт прокидається, Лисиця видає запрошення. Спочатку пан Коцький виявляє невдоволення тим, що його не запросили більш шанобливо, але врешті приймає запрошення і сподівається, що їжі буде достатньо.

### Акт 4
У будинку Ведмедя тварини чекають на прибуття пана Коцького та Лисиці. Вони в напруженні і страху, а щойно запрошені наближаються, всі тварини розгублено ховаються. Пана Коцького не дивує порожня кімната, але він неприємно зворушений тим, що кількість їжі не відповідає його уявленням. Він голосно скаржиться, що її недостатньо. Тварини в притулках тремтять від страху, що кіт їх не пустить до них. Вовк трясеться, пересуваючи свою схованку. Це так лякає пана Коцького, що і він хоче сховатися, але Кабан уже зайняв схованку. Виникає загальна плутанина: усі тварини намагаються втекти одне від іншого, доки сцена не порожніє. Закінчується опера зловтішаннями Лисиці, яка радіє з того, що знову у неї з'явилася можливість «посварити всіх, роздражнити та з усіх сміятись».